# Geodiversitate
Geodiversitate este un termen care reunește într-o formă abreviată noțiunea de „diversitate geologică, geomorfologică și geografică”.

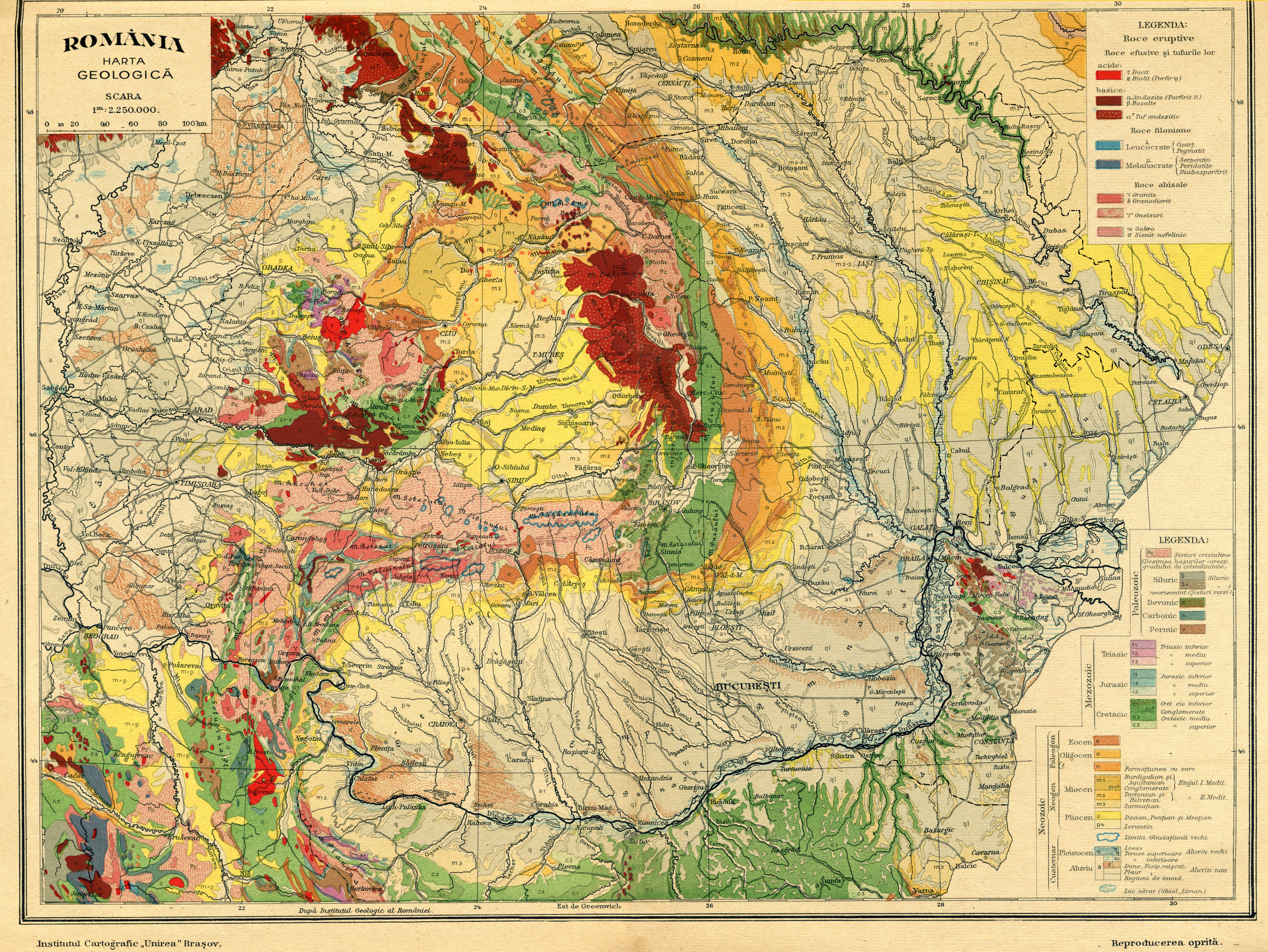
Diversitatea geologică a României și vecinătății.

Diversitatea geomorfologică a României.

Diversitatea hidrografică a României

Diversitatea vegetației naturale a României și vecinătății.

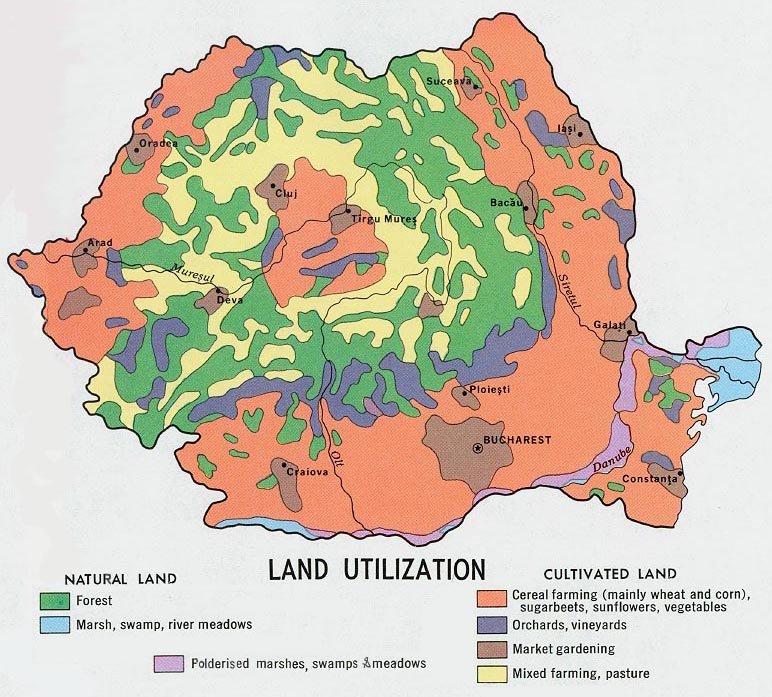
Diversitatea folosirii solurilor în România.

## Definiție
Termenul, introdus în 1993, se dorește a fi un echivalent geologic al biodiversității, iar componentele sale constau din obiecte (roci, minerale, fosile, structuri cu diferite origini), fenomene și procese (de sedimentare, tectonice, vulcanice, de eroziune, de alterare la care se adaugă elemente geomorfologice, inclusiv fenomene exo și endocarstice, peisaj, situri paleontologice, stratigrafice, petrologice și mineralogice) care împreună alcătuiesc știința denumită geologie având tangențe și cu geonomia așa cum o defineau Enciclopedia Română ca „ramură a geologiei, ce se ocupă cu legile fizice, care prezidă schimbările operate în forma superficială a Pamântului” și Grigore Antipa ca „știința bunei gospodăriri a planetei noastre și a biosferei”.

## Definiții alternative
- Geodiversitatea poate fi și diversitatea fenomenelor geologice și geomorfologice într-o anumită zonă (Johansson, 2000).[5]
- Geodiversitatea poate uneori desemna și geonomia, anume legătura dintre oameni, peisaj, cultură. Este varietatea mediilor geologice, fenomenelor și proceselor care determină peisajele, rocile, mineralele, fosilele și solurile care asigură suportul vieții pe Pământ … biodiversitatea este parte a geodiversității (Mick Stanley 2001).[5]
- Geodiversitatea reprezintă de asemenea „diversitatea proceselor, sistemelor, ansamblurilor și caracteristicilor geologice (roci), geomorfologice (forme de relief) și pedologice (soluri)”. (Comisia de Patrimoniu din Australia, 2002).[6][7]
- Geodiversitatea mai este și „varietatea complexă de roci, sedimente neconsolidate, forme de relief și procese ce caracterizează sau determină peisajele” (Consiliul de Miniștri ai țărilor nordice, 2003).[5]

## Amenințări asupra geodiversității
Principalele tipuri de amenințări asupra geodiversității provin din acțiuni nesăbuite hotărâte din interese sectoriale și pe termen scurt, neținând cont de ansamblul parametrilor geologici, pedologici, hidrologici, ecologici, biologici și economici pe termen lung (gestionarea rațională a resurselor și reducerea riscurilor, mai cunoscută ca „dezvoltare durabilă”). Astfel de amenințări pot fi (Gray, 2004) :
- extracția bogățiilor minerale fără precauții pentru resursele hidrice și echilibrul mediului ;
- dezvoltarea urbană în zone inundabile sau fără siteme de epurare a apelor uzate ;
- amenajările costiere care modifică sedimentarea și curenții provocând fenomene de stagnare a apelor și proliferare bacteriană ;
- managementul apelor curgătoare prin îndiguire care accelerează curenții ;
- îndiguirea limanelor și desecarea zonelor umede care absorbeau revărsările și permiteau reproducerea peștilor ;
- despăduririle care accelerează scurgerea apelor și eroziunea solurilor ;
- agricultura intensivă care poluează apa freatică ;
- activitățile turistice în zone fragile și distrugerea, din acest motiv, al mediilor și peisajelor naturale ;
- prelevarea abuzivă a specimenelor geologice, fosilelor și mineralelor ;
- emiterea excesivă de dioxid de carbon, încălzirea climei și urcarea nivelului mării ;
- întețirea alternaței inundații/secetă datorată încălzirii climei și distrugerii acoperământului vegetal ;
- incendiile de pădure repetate ;
- activitatea militară în zone fragile ;
- vânătoarea cu alice de plumb și cartușuri de plastic presărate în mediu ;
- și înmulțirea gunoaielor prin lipsa de educație.